# Acoustic Live!
Acoustic Live! — первый мини-альбом американского исполнителя Адама Ламберта, выпущенный 6 декабря 2010 года. В EP вошли акустические версии песен из дебютного альбома исполнителя For Your Entertainment, а также кавер-версия трека Mad World.

## Список композиций
| №  | Название                                             | Автор(ы)                                      | Длительность |
| -- | ---------------------------------------------------- | --------------------------------------------- | ------------ |
| 1. | «Whataya Want from Me» (Live at ENERGY Berlin 103.4) | Pink, Max Martin, Shellback                   | 3:56         |
| 2. | «Music Again» (Live at Hit Radio FFH)                | Justin Hawkins                                | 3:15         |
| 3. | «Aftermath» (Live at Glam Nation)                    | Adam Lambert, Alisan Porter, Ferras, Ely Rise | 4:21         |
| 4. | «Soaked» (Live at Glam Nation)                       | Matthew Bellamy                               | 4:10         |
| 5. | «Mad World» (Live at Glam Nation)                    | Roland Orzabal                                | 2:54         |

## Чарты
EP был продан в количестве 10 000 копий и дебютировал на 126 позиции в Billboard Hot100. Всего в США было продано 17 000 копий .
| Chart (2010)       | Высшая позиция |
| ------------------ | -------------- |
| U.S. Billboard 200 | 126            |